# Ban Chấp hành Đảng bộ Khối cơ quan Trung ương (Việt Nam) qua các thời kỳ
Ban Chấp hành Đảng bộ Khối cơ quan Trung ương là cơ quan lãnh đạo cao nhất của Đảng ủy Khối cơ quan Trung ương được bầu trong đại hội Đảng ủy Khối cơ quan Trung ương.
Dưới đây là danh sách Ban chấp hành Đảng bộ Khối cơ quan Trung ương.

## Nhiệm kỳ 2020-2025
| Ban Chấp hành Đảng bộ Khối các cơ quan Trung ương Việt Nam     | Ban Chấp hành Đảng bộ Khối các cơ quan Trung ương Việt Nam     | Ban Chấp hành Đảng bộ Khối các cơ quan Trung ương Việt Nam                                                             | Ban Chấp hành Đảng bộ Khối các cơ quan Trung ương Việt Nam                | Ban Chấp hành Đảng bộ Khối các cơ quan Trung ương Việt Nam     | Ban Chấp hành Đảng bộ Khối các cơ quan Trung ương Việt Nam |
| Đại hội Đảng bộ Khối các cơ quan Trung ương Việt Nam 2020-2025 | Đại hội Đảng bộ Khối các cơ quan Trung ương Việt Nam 2020-2025 | Đại hội Đảng bộ Khối các cơ quan Trung ương Việt Nam 2020-2025                                                         | Đại hội Đảng bộ Khối các cơ quan Trung ương Việt Nam 2020-2025            | Đại hội Đảng bộ Khối các cơ quan Trung ương Việt Nam 2020-2025 |                                                            |
| Thứ tự                                                         | Tên                                                            | Chức vụ Đảng | Chức vụ Nhà nước                                                          | Ghi chú                                                        |                                                            |
| -------------------------------------------------------------- | -------------------------------------------------------------- | --- | ------------------------------------------------------------------------- | -------------------------------------------------------------- | ---------------------------------------------------------- |
| Thường trực Ban Thường vụ                                      |                                                                | |                                                                           |                                                                |                                                            |
| 1                                                              | Nguyễn Văn Thể                                                 | - Ủy viên Trung ương Đảng - Bí thư Đảng ủy Khối                                                                        |                                                                           | phụ trách chung                                                |                                                            |
| 2                                                              | Lại Xuân Lâm                                                   | - Phó Bí thư Đảng ủy Khối                                                                                              |                                                                           |                                                                |                                                            |
| 3                                                              | Đỗ Việt Hà                                                     | - Phó Bí thư Đảng ủy Khối                                                                                              |                                                                           |                                                                |                                                            |
| Ủy viên Ban Thường vụ Đảng ủy Khối                             |                                                                | |                                                                           |                                                                |                                                            |
| 4                                                              | Mai Văn Chính                                                  | - Ủy viên Trung ương Đảng - Ủy viên Ban thường vụ - Phó Trưởng ban Thường trực Ban Tổ chức Trung ương                  |                                                                           |                                                                |                                                            |
| 5                                                              | Bùi Thanh Sơn                                                  | - Ủy viên Trung ương Đảng - Ủy viên Ban thường vụ - Bí thư Đảng ủy Bộ Ngoại giao                                       | Bộ trưởng Bộ Ngoại giao                                                   |                                                                |                                                            |
| 6                                                              | Nguyễn Đắc Vinh                                                | - Ủy viên Trung ương Đảng - Ủy viên Ban thường vụ - Bí thư Đảng ủy, Phó Chánh Văn phòng Trung ương Đảng                |                                                                           |                                                                |                                                            |
| 7                                                              | Bùi Trường Giang                                               | - Ủy viên Ban thường vụ - Bí thư Đảng ủy, Phó Trưởng Ban Tuyên giáo Trung ương                                         |                                                                           |                                                                |                                                            |
| 8                                                              | Nguyễn Phước Lộc                                               | - Ủy viên Ban thường vụ - Bí thư Đảng ủy, Phó Trưởng Ban Dân vận Trung ương                                            |                                                                           |                                                                |                                                            |
| 9                                                              | Nguyễn Thị Hồng                                                | - Ủy viên Ban thường vụ - Bí thư Đảng ủy, Ngân hàng Nhà nước Việt Nam                                                  | Thống đốc Ngân hàng Nhà nước Việt Nam                                     |                                                                |                                                            |
| 10                                                             | Đinh Xuân Tùng                                                 | - Ủy viên Ban thường vụ - Trưởng Ban Tổ chức Đảng ủy Khối các cơ quan Trung ương                                       |                                                                           |                                                                |                                                            |
| 11                                                             | Nguyễn Thành Nam                                               | - Ủy viên Ban thường vụ - Chủ nhiệm Ủy ban Kiểm tra Đảng ủy Khối các cơ quan Trung ương                                |                                                                           |                                                                |                                                            |
| 12                                                             | Nguyễn Đức Minh                                                | - Ủy viên Ban thường vụ - Chánh Văn phòng Đảng ủy Khối các cơ quan Trung ương                                          |                                                                           |                                                                |                                                            |
| 13                                                             | Nguyễn Minh Chung                                              | - Ủy viên Ban thường vụ - Giám đốc Trung tâm Bồi dưỡng chính trị Đảng ủy Khối các cơ quan Trung ương                   |                                                                           |                                                                |                                                            |
| 14                                                             | Hà Thị Trang                                                   | - Ủy viên Ban thường vụ - Phó Trưởng ban Thường trực Ban Tổ chức Đảng ủy Khối các cơ quan Trung ương                   |                                                                           |                                                                |                                                            |
| Ủy viên Ban Chấp hành Đảng ủy Khối                             |                                                                | |                                                                           |                                                                |                                                            |
| 15                                                             | Nguyễn Thị Thu Hà                                              | - Ủy viên Trung ương Đảng - Ủy viên Ban Chấp hành - Bí thư Đảng ủy Ủy ban Trung ương Mặt trận Tổ quốc Việt Nam         | Phó Chủ tịch kiêm Tổng Thư ký Ủy ban Trung ương Mặt trận Tổ quốc Việt Nam |                                                                |                                                            |
| 16                                                             | Lê Hồng Quang                                                  | - Ủy viên Trung ương Đảng - Ủy viên Ban Chấp hành - Phó Bí thư Ban Cán sự đảng, Bí thư Đảng ủy Tòa án nhân dân tối cao | Phó Chánh án Thường trực Tòa án nhân dân tối cao                          |                                                                |                                                            |
| 17                                                             | Phan Chí Hiếu                                                  | - Ủy viên dự khuyết Trung ương Đảng - Ủy viên Ban Chấp hành - Bí thư Đảng ủy Viện Hàn lâm Khoa học xã hội Việt Nam     | Chủ tịch Viện Hàn lâm Khoa học xã hội Việt Nam                            |                                                                |                                                            |
| 18                                                             | Hoàng Trung Dũng                                               | - Bí thư dự khuyết Trung ương Đảng - Ủy viên Ban Chấp hành - Bí thư Đảng ủy Tạp chí Cộng sản                           | Tổng Biên tập Tạp chí Cộng sản                                            |                                                                |                                                            |
| 19                                                             | Phạm Đình Toản                                                 | - Ủy viên Ban Chấp hành - Phó Bí thư Đảng ủy Văn phòng Quốc hội                                                        | Phó Chủ nhiệm Văn phòng Quốc hội                                          |                                                                |                                                            |
| 20                                                             | Nguyễn Xuân Thành                                              | - Ủy viên Ban Chấp hành - Phó Bí thư Đảng ủy Văn phòng Chính phủ                                                       | Phó Chủ nhiệm Văn phòng Chính phủ                                         |                                                                |                                                            |
| 21                                                             | Nguyễn Mạnh Cường                                              | - Ủy viên Ban Chấp hành - Bí thư Đảng ủy, Phó Trưởng Ban Đối ngoại Trung ương                                          |                                                                           |                                                                |                                                            |
| 22                                                             | Nguyễn Hữu Nghĩa                                               | - Ủy viên Ban Chấp hành - Bí thư Đảng ủy, Phó Trưởng Ban Kinh tế Trung ương                                            |                                                                           |                                                                |                                                            |
| 23                                                             | Lê Tấn Dũng                                                    | - Ủy viên Ban Chấp hành - Phó Bí thư Ban Cán sự đảng, Bí thư Đảng ủy Bộ Lao động - Thương binh và Xã hội               | Thứ trưởng Bộ Lao động - Thương binh và Xã hội                            |                                                                |                                                            |
| 24                                                             | Lê Xuân Định                                                   | - Ủy viên Ban Chấp hành - Ủy viên Ban Cán sự đảng, Bí thư Đảng ủy Bộ Khoa học và Công nghệ                             | Thứ trưởng Bộ Khoa học và Công nghệ                                       |                                                                |                                                            |
| 25                                                             | Tạ Quang Đông                                                  | - Ủy viên Ban Chấp hành - Ủy viên Ban Cán sự đảng, Bí thư Đảng ủy Bộ Văn hóa, Thể thao và Du lịch                      | Thứ trưởng Bộ Văn hóa, Thể thao và Du lịch                                |                                                                |                                                            |
| 26                                                             | Nguyễn Hoàng Hiệp                                              | - Ủy viên Ban Chấp hành - Phó Bí thư Ban Cán sự đảng, Bí thư Đảng ủy Bộ Nông nghiệp và Phát triển nông thôn            | Thứ trưởng Bộ Nông nghiệp và Phát triển nông thôn                         |                                                                |                                                            |
| 27                                                             | Đặng Hoàng Oanh                                                | - Ủy viên Ban Chấp hành - Phó Bí thư Ban Cán sự đảng, Bí thư Đảng ủy Bộ Tư pháp                                        | Thứ trưởng Bộ Tư pháp                                                     |                                                                |                                                            |
| 28                                                             | Trần Quốc Phương                                               | - Ủy viên Ban Chấp hành - Ủy viên Ban Cán sự đảng, Bí thư Đảng ủy Bộ Kế hoạch và Đầu tư                                | Thứ trưởng Bộ Kế hoạch và Đầu tư                                          |                                                                |                                                            |
| 29                                                             | Nguyễn Văn Sinh                                                | - Ủy viên Ban Chấp hành - Ủy viên Ban Cán sự đảng, Bí thư Đảng ủy Bộ Xây dựng                                          | Thứ trưởng Bộ Xây dựng                                                    |                                                                |                                                            |
| 30                                                             | Vũ Chiến Thắng                                                 | - Ủy viên Ban Chấp hành - Ủy viên Ban Cán sự đảng, Bí thư Đảng ủy Bộ Nội vụ                                            | Thứ trưởng Bộ Nội vụ                                                      |                                                                |                                                            |
| 31                                                             | Phạm Ngọc Thưởng                                               | - Ủy viên Ban Chấp hành - Ủy viên Ban Cán sự đảng, Bí thư Đảng ủy Bộ Giáo dục và Đào tạo                               | Thứ trưởng Bộ Giáo dục và Đào tạo                                         |                                                                |                                                            |
| 32                                                             | Lê Anh Tuấn                                                    | - Ủy viên Ban Chấp hành - Ủy viên Ban Cán sự đảng, Bí thư Đảng ủy Bộ Giao thông vận tải                                | Thứ trưởng Bộ Giao thông vận tải                                          |                                                                |                                                            |
| 33                                                             | Cao Anh Tuấn                                                   | - Ủy viên Ban Chấp hành - Ủy viên Ban Cán sự đảng, Bí thư Đảng ủy Bộ Tài chính                                         | Thứ trưởng Bộ Tài chính                                                   |                                                                |                                                            |
| 34                                                             | Phạm Đức Long                                                  | - Ủy viên Ban Chấp hành - Ủy viên Ban Cán sự đảng, Bí thư Đảng ủy Bộ Thông tin và Truyền thông                         | Thứ trưởng Bộ Thông tin và Truyền thông                                   |                                                                |                                                            |
| 35                                                             | Đỗ Xuân Tuyên                                                  | - Ủy viên Ban Chấp hành - Ủy viên Ban Cán sự đảng, Bí thư Đảng ủy Bộ Y tế                                              | Thứ trưởng Bộ Y tế                                                        |                                                                |                                                            |
| 36                                                             | Đặng Hoàng An                                                  | - Ủy viên Ban Chấp hành - Ủy viên Ban Cán sự đảng, Bí thư Đảng ủy Bộ Công Thương                                       | Thứ trưởng Bộ Công Thương                                                 |                                                                |                                                            |
| 37                                                             | Nguyễn Huy Tiến                                                | - Ủy viên Ban Chấp hành - Phó Bí thư Ban Cán sự Đảng, Bí thư Đảng ủy Viện Kiểm sát nhân dân tối cao                    | Phó Viện trưởng Thường trực Viện Kiểm sát nhân dân tối cao                |                                                                |                                                            |
| 38                                                             | Châu Văn Minh                                                  | - Ủy viên Ban Chấp hành - Bí thư Đảng ủy Viện Hàn lâm Khoa học và Công nghệ Việt Nam                                   | Chủ tịch Viện Hàn lâm Khoa học và Công nghệ Việt Nam                      |                                                                |                                                            |
| 39                                                             | Vũ Việt Trang                                                  | - Ủy viên Ban Chấp hành - Bí thư Đảng ủy Thông tấn xã Việt Nam                                                         | Tổng Giám đốc Thông tấn xã Việt Nam                                       |                                                                |                                                            |
| 40                                                             | Lê Ngọc Quang                                                  | - Ủy viên Ban Chấp hành - Bí thư Đảng ủy Đài Truyền hình Việt Nam                                                      | Tổng Giám đốc Đài Truyền hình Việt Nam                                    |                                                                |                                                            |
| 41                                                             | Hoàng Phúc Lâm                                                 | - Ủy viên Ban Chấp hành - Phó Bí thư Đảng ủy Học viện Chính trị Quốc gia Hồ Chí Minh                                   | Phó Giám đốc Học viện Chính trị Quốc gia Hồ Chí Minh                      |                                                                |                                                            |
| 42                                                             | Trần Thanh Hải                                                 | - Ủy viên Ban Chấp hành - Phó Bí thư Đảng đoàn, Bí thư Đảng ủy Tổng Liên đoàn Lao động Việt Nam                        | Phó Chủ tịch Thường trực Tổng Liên đoàn Lao động Việt Nam                 |                                                                |                                                            |
| 43                                                             | Đỗ Thị Thu Thảo                                                | - Ủy viên Ban Chấp hành - Ủy viên Đảng đoàn, Bí thư Đảng ủy Hội Liên hiệp Phụ nữ Việt Nam                              | Phó Chủ tịch Hội Liên hiệp Phụ nữ Việt Nam                                |                                                                |                                                            |
| 44                                                             | Phạm Anh Thiện                                                 | - Ủy viên Ban Chấp hành - Phó Trưởng ban Thường trực Ban Tuyên giáo Đảng ủy Khối                                       |                                                                           |                                                                |                                                            |
| 45                                                             | Nguyễn Khắc Tiến                                               | - Ủy viên Ban Chấp hành - Phó Trưởng ban Thường trực Ban Dân vận Đảng ủy Khối                                          |                                                                           |                                                                |                                                            |
| 46                                                             | Nguyễn Đăng Tiến                                               | - Ủy viên Ban Chấp hành - Phó Chánh Văn phòng Thường trực Văn phòng Đảng ủy Khối                                       |                                                                           |                                                                |                                                            |
| 47                                                             | Lê Chí Hướng                                                   | - Ủy viên Ban Chấp hành - Phó trưởng Ban Tổ chức Đảng ủy Khối                                                          |                                                                           |                                                                |                                                            |
| 48                                                             | Phạm Thị Vui                                                   | - Ủy viên Ban Chấp hành - Phó Trưởng Ban Tuyên giáo Đảng ủy Khối                                                       |                                                                           |                                                                |                                                            |
| 49                                                             | Trịnh Thu Hằng                                                 | - Ủy viên Ban Chấp hành - Phó Chủ nhiệm Ủy ban Kiểm tra Đảng ủy Khối                                                   |                                                                           |                                                                |                                                            |
| 50                                                             | Nhữ Quang Cảnh                                                 | - Ủy viên Ban Chấp hành - Phó Chủ nhiệm Ủy ban Kiểm tra Đảng ủy Khối                                                   |                                                                           |                                                                |                                                            |
| 51                                                             | Trần Hữu                                                       | - Ủy viên Ban Chấp hành - Ủy viên Ban Thường vụ Trung ương Đoàn, Bí thư Đoàn Thanh niên Khối                           |                                                                           |                                                                |                                                            |

## Nhiệm kỳ 2015-2020
| Ban Chấp hành Đảng bộ Khối các cơ quan Trung ương Việt Nam     | Ban Chấp hành Đảng bộ Khối các cơ quan Trung ương Việt Nam     | Ban Chấp hành Đảng bộ Khối các cơ quan Trung ương Việt Nam                                               | Ban Chấp hành Đảng bộ Khối các cơ quan Trung ương Việt Nam        | Ban Chấp hành Đảng bộ Khối các cơ quan Trung ương Việt Nam     | Ban Chấp hành Đảng bộ Khối các cơ quan Trung ương Việt Nam |
| Đại hội Đảng bộ Khối các cơ quan Trung ương Việt Nam 2015-2020 | Đại hội Đảng bộ Khối các cơ quan Trung ương Việt Nam 2015-2020 | Đại hội Đảng bộ Khối các cơ quan Trung ương Việt Nam 2015-2020                                           | Đại hội Đảng bộ Khối các cơ quan Trung ương Việt Nam 2015-2020    | Đại hội Đảng bộ Khối các cơ quan Trung ương Việt Nam 2015-2020 |                                                            |
| Thứ tự                                                         | Tên                                                            | Chức vụ Đảng                                                                                             | Chức vụ Nhà nước                                                  | Ghi chú                                                        |                                                            |
| -------------------------------------------------------------- | -------------------------------------------------------------- | --- | ----------------------------------------------------------------- | -------------------------------------------------------------- | ---------------------------------------------------------- |
| 1                                                              | Sơn Minh Thắng                                                 | - Ủy viên Trung ương Đảng - Bí thư Đảng ủy Khối                                                          |                                                                   | phụ trách chung                                                |                                                            |
| 2                                                              | Trương Xuân Cừ                                                 | - Phó Bí thư Đảng ủy Khối                                                                                |                                                                   |                                                                |                                                            |
| 3                                                              | Trần Hồng Hà                                                   | - Phó Bí thư Đảng ủy Khối                                                                                |                                                                   |                                                                |                                                            |
| 4                                                              | Phạm Quang Thao                                                | - Phó Bí thư Đảng ủy Khối                                                                                |                                                                   |                                                                |                                                            |
| 5                                                              | Nguyễn Thanh Bình                                              | - Ủy viên Trung ương Đảng - Ủy viên Ban thường vụ - Phó Trưởng ban Thường trực Ban Tổ chức Trung ương    |                                                                   |                                                                |                                                            |
| 6                                                              | Trần Cẩm Tú                                                    | - Ủy viên Trung ương Đảng - Ủy viên Ban thường vụ - Phó Chủ nhiệm Thường trực Ủy ban Kiểm tra Trung ương |                                                                   |                                                                |                                                            |
| 7                                                              | Hoàng Công Hoàn                                                | - Ủy viên Ban thường vụ                                                                                  | Phó Chánh Văn phòng Thường trực Văn phòng Trung ương Đảng         |                                                                |                                                            |
| 8                                                              | Bùi Thế Đức                                                    | - Ủy viên Ban thường vụ - Phó Trưởng Ban Tuyên giáo Trung ương                                           |                                                                   |                                                                |                                                            |
| 9                                                              | Nguyễn Lam                                                     | - Ủy viên Ban thường vụ - Phó Trưởng Ban Dân vận Trung ương                                              |                                                                   |                                                                |                                                            |
| 10                                                             | Nguyễn Thị Minh                                                | - Ủy viên Ban thường vụ                                                                                  | Tổng Giám đốc Bảo hiểm xã hội Việt Nam                            |                                                                |                                                            |
| 11                                                             | Lê Văn Thái                                                    | - Ủy viên Ban thường vụ - Trưởng Ban Tổ chức Đảng ủy Khối                                                |                                                                   |                                                                |                                                            |
| 12                                                             | Nguyễn Thành Nam                                               | - Ủy viên Ban thường vụ - Chủ nhiệm Ủy ban Kiểm tra Đảng ủy Khối                                         |                                                                   |                                                                |                                                            |
| 13                                                             | Vũ Đức Nam                                                     | - Ủy viên Ban thường vụ - Trưởng Ban Tuyên giáo Đảng ủy Khối                                             |                                                                   |                                                                |                                                            |
| 14                                                             | Bùi Minh Quang                                                 | - Ủy viên Ban thường vụ - Trưởng Ban Dân vận Đảng ủy Khối                                                |                                                                   |                                                                |                                                            |
| 15                                                             | Đinh Xuân Tùng                                                 | - Ủy viên Ban thường vụ - Chánh Văn phòng Đảng ủy Khối                                                   |                                                                   |                                                                |                                                            |
| 16                                                             | Châu Văn Minh                                                  | - Ủy viên Trung ương Đảng - Ủy viên Ban Chấp hành                                                        | Chủ tịch Viện Hàn lâm Khoa học và Công nghệ Việt Nam              |                                                                |                                                            |
| 17                                                             | Trần Bình Minh                                                 | - Ủy viên Trung ương Đảng - Ủy viên Ban Chấp hành                                                        | Tổng Giám đốc Đài Truyền hình Việt Nam                            |                                                                |                                                            |
| 18                                                             | Nguyễn Xuân Thắng                                              | - Bí thư Trung ương Đảng - Ủy viên Ban Chấp hành                                                         | Giám đốc Học viện Chính trị quốc gia Hồ Chí Minh                  |                                                                |                                                            |
| 19                                                             | Nông Quốc Tuấn                                                 | - Ủy viên Ban Chấp hành                                                                                  | Phó Chủ nhiệm Ủy ban Dân tộc                                      |                                                                |                                                            |
| 20                                                             | Trần Hồng Hà                                                   | - Ủy viên Trung ương Đảng - Ủy viên Ban Chấp hành                                                        | Bộ trưởng Bộ Tài nguyên và Môi trường                             |                                                                |                                                            |
| 21                                                             | Nguyễn Kim Anh                                                 | - Ủy viên Ban Chấp hành                                                                                  | Phó Thống đốc Ngân hàng Nhà nước Việt Nam                         |                                                                |                                                            |
| 22                                                             | Trần Tuấn Anh                                                  | - Ủy viên Trung ương Đảng - Ủy viên Ban Chấp hành                                                        | Bộ trưởng Bộ Công thương                                          |                                                                |                                                            |
| 23                                                             | Nguyễn Ngọc Bảo                                                | - Ủy viên Ban Chấp hành                                                                                  | Phó Trưởng Ban Kinh tế Trung ương                                 |                                                                |                                                            |
| 24                                                             | Nguyễn Ngọc Đông                                               | - Ủy viên Ban Chấp hành                                                                                  | Thứ trưởng Bộ Giao thông Vận tải                                  |                                                                |                                                            |
| 25                                                             | Lê Khánh Hải                                                   | - Ủy viên Ban Chấp hành                                                                                  | Thứ trưởng Bộ Văn hóa, Thể thao và Du lịch                        |                                                                |                                                            |
| 26                                                             | Trần Thanh Hải                                                 | - Ủy viên Ban Chấp hành                                                                                  | Phó Chủ tịch Thường trực Tổng Liên đoàn Lao động VN               |                                                                |                                                            |
| 27                                                             | Phan Chí Hiếu                                                  | - Ủy viên Ban Chấp hành                                                                                  | Thứ trưởng Bộ Tư pháp                                             |                                                                |                                                            |
| 28                                                             | Lê Quang Hùng                                                  | - Ủy viên Ban Chấp hành                                                                                  | Thứ trưởng Bộ Xây dựng                                            |                                                                |                                                            |
| 29                                                             | Lê Quốc Khánh                                                  | - Ủy viên Ban Chấp hành                                                                                  | Phó Tổng Biên tập Báo Nhân Dân                                    |                                                                |                                                            |
| 30                                                             | Nguyễn Thị Thủy Khiêm                                          | - Ủy viên Ban Chấp hành                                                                                  | Phó Viện trưởng Viện Kiểm sát nhân dân tối cao                    |                                                                |                                                            |
| 31                                                             | Nguyễn Thị Hà                                                  | - Ủy viên Ban Chấp hành                                                                                  | Thứ trưởng Bộ Lao động, Thương binh và Xã hội                     |                                                                |                                                            |
| 32                                                             | Nguyễn Đức Lợi                                                 | - Ủy viên Trung ương Đảng - Ủy viên Ban Chấp hành                                                        | Tổng Giám đốc Thông tấn xã Việt Nam                               |                                                                |                                                            |
| 33                                                             | Hoàng Thị Ái Nhiên                                             | - Ủy viên Ban Chấp hành                                                                                  | Phó Chủ tịch Thường trực Trung ương Hội Liên hiệp phụ nữ Việt Nam |                                                                |                                                            |
| 34                                                             | Bùi Thanh Sơn                                                  | - Ủy viên Trung ương Đảng - Ủy viên Ban Chấp hành                                                        | Thứ trưởng Bộ Ngoại giao                                          |                                                                |                                                            |
| 35                                                             | Nguyễn Huy Tăng                                                | - Ủy viên Ban Chấp hành                                                                                  | Phó Trưởng Ban Đối ngoại Trung ương                               |                                                                |                                                            |
| 36                                                             | Nguyễn Quang Thành                                             | - Ủy viên Ban Chấp hành                                                                                  | Phó Tổng Kiểm toán Nhà nước                                       |                                                                |                                                            |
| 37                                                             | Nguyễn Xuân Thành                                              | - Ủy viên Ban Chấp hành                                                                                  | Phó Chủ nhiệm Văn phòng Chính phủ                                 |                                                                |                                                            |
| 38                                                             | Hoàn Văn Thắng                                                 | - Ủy viên Ban Chấp hành                                                                                  | Thứ trưởng Bộ Nông nghiệp và Phát triển Nông thôn                 |                                                                |                                                            |
| 39                                                             | Nguyễn Văn Thuân                                               | - Ủy viên Ban Chấp hành                                                                                  | Phó Chánh án Tòa án Nhân dân tối cao                              |                                                                |                                                            |
| 40                                                             | Lê Thị Thủy                                                    | - Ủy viên Ban Chấp hành                                                                                  | Phó Tổng Thanh tra Chính phủ                                      |                                                                |                                                            |
| 41                                                             | Phạm Đình Toản                                                 | - Ủy viên Ban Chấp hành                                                                                  | Phó Chủ nhiệm Văn phòng Quốc hội                                  |                                                                |                                                            |
| 42                                                             | Lê Minh Trí                                                    | - Ủy viên Ban Chấp hành                                                                                  | Viện trưởng Viện Kiểm sát nhân dân Tối cao                        |                                                                |                                                            |
| 43                                                             | Nguyễn Văn Trung                                               | - Ủy viên Ban Chấp hành                                                                                  | Thứ trưởng Bộ Kế hoạch và Đầu tư                                  |                                                                |                                                            |
| 44                                                             | Đỗ Hoàng Anh Tuấn                                              | - Ủy viên Ban Chấp hành                                                                                  | Thứ trưởng Bộ Tài chính                                           |                                                                |                                                            |
| 45                                                             | Trần Anh Tuấn                                                  | - Ủy viên Ban Chấp hành                                                                                  | Thứ trưởng Bộ Nội vụ                                              |                                                                |                                                            |
| 46                                                             | Nguyễn Mạnh Hùng                                               | - Ủy viên Trung ương Đảng - Ủy viên Ban Chấp hành                                                        | Bộ trưởng Bộ Thông tin và Truyền thông                            |                                                                |                                                            |
| 47                                                             | Trần Văn Tùng                                                  | - Ủy viên Ban Chấp hành                                                                                  | Thứ trưởng Bộ Khoa học và Công nghệ                               |                                                                |                                                            |
| 48                                                             | Nguyễn Minh Chung                                              | - Ủy viên Ban Chấp hành - Phó Trưởng Ban Thường trực Ban Tuyên giáo Đảng ủy Khối                         |                                                                   |                                                                |                                                            |
| 49                                                             | Đỗ Việt Hà                                                     | - Ủy viên Ban Chấp hành                                                                                  | Giám đốc Trung tâm Bồi dưỡng chính trị Đảng ủy Khối               |                                                                |                                                            |
| 50                                                             | Nguyễn Đức Minh                                                | - Ủy viên Ban Chấp hành - Phó Trưởng Ban Tổ chức Đảng ủy Khối                                            |                                                                   |                                                                |                                                            |
| 51                                                             | Nguyễn Thị Quý Phương                                          | - Ủy viên Ban Chấp hành - Ủy viên Trung ương Đoàn                                                        | Bí thư Đoàn Khối                                                  |                                                                |                                                            |
| 52                                                             | Nguyễn Khắc Tiến                                               | - Ủy viên Ban Chấp hành - Phó Trưởng ban thường trực Ban Dân vận Đảng ủy Khối                            |                                                                   |                                                                |                                                            |
| 53                                                             | Hà Thị Trang                                                   | - Ủy viên Ban Chấp hành - Phó Trưởng ban thường trực Ban Tổ chức Đảng ủy Khối                            |                                                                   |                                                                |                                                            |

## Nhiệm kỳ 2010-2015[1]
| TT                            | Họ tên                | Chức vụ Đảng                                                                            | Chức vụ chính quyền                                       | Ghi chú |
| ----------------------------- | --------------------- | --------------------------------------------------------------------------------------- | --------------------------------------------------------- | ------- |
| Thường trực Ban Thường vụ     |                       |                                                                                         |                                                           |         |
| 1                             | Đào Ngọc Dung         | Ủy viên Trung ương Đảng                                                                 | Bí thư Đảng ủy Khối                                       |         |
| 2                             | Lê Mạnh Hùng          |                                                                                         | Phó Bí thư Thường trực                                    |         |
| 3                             | Trần Hồng Hà          |                                                                                         | Phó Bí thư                                                |         |
| 4                             | Phạm Quang Thao       |                                                                                         | Phó Bí thư                                                |         |
| Ủy viên Ban Thường vụ         |                       |                                                                                         |                                                           |         |
| 5                             | Lê Văn Thái           |                                                                                         | Trưởng ban Tổ chức Đảng ủy Khối                           |         |
| 6                             | Trần Tiến Hưng        |                                                                                         | Chủ nhiệm UBKT Đảng ủy Khối                               |         |
| 7                             | Vũ Đức Nam            |                                                                                         | Trưởng ban Tuyên giáo Đảng ủy Khối                        |         |
| 8                             | Bùi Minh Quang        |                                                                                         | Trưởng ban Dân vận Đảng ủy Khối                           |         |
| 9                             | Trần Lưu Hải          | Ủy viên Trung ương Đảng Bí thư Đảng ủy Ban Tổ chức Trung ương                           | Phó Trưởng ban Tổ chức Trung ương                         |         |
| 10                            | Hoàng Công Hoàn       | Bí thư Đảng ủy Văn phòng Trung ương Đảng                                                | Phó Chánh Văn phòng Trung ương Đảng                       |         |
| 11                            | Trần Thị Bích Thủy    | Bí thư Đảng ủy Ban Dân vận Trung ương                                                   | Phó Trưởng ban Dân vận Trung ương                         |         |
| 12                            | Bùi Thị Minh Hoài     |                                                                                         | Phó Chủ nhiệm UBKT Trung ương                             |         |
| 13                            | Đinh Xuân Tùng        |                                                                                         | Chánh Văn phòng Đảng ủy Khối                              |         |
| Ủy viên Ban Chấp hành Đảng bộ |                       |                                                                                         |                                                           |         |
| 14                            | Vũ Trọng Kim          | Ủy viên Trung ương Đảng Bí thư Đảng ủy và Phó Bí thư Đảng đoàn Ủy ban Trung ương MTTQVN | Phó Chú tịch kiêm Tổng Thư ký Ủy ban Trung ương MTTQVN    |         |
| 15                            | Nguyễn Thị Kim Tiến   | Ủy viên Trung ương Đảng Bí thư Đảng ủy, Bí thư Ban cán sự đảng Bộ Y tế                  | Bộ trưởng Bộ Y tế                                         |         |
| 16                            | Nguyễn Văn Bình       | Ủy viên Trung ương Đảng Bí thư Ban cán sự đảng Ngân hàng Nhà nước Việt Nam              | Thống đốc Ngân hàng Nhà nước Việt Nam                     |         |
| 17                            | Trần Bình Minh        | Ủy viên Trung ương Đảng Bí thư Đảng ủy Đài Truyền hình Việt Nam                         | Tổng Giám đốc Đài Truyền hình Việt Nam                    |         |
| 18                            | Châu Văn Minh         | Ủy viên Trung ương Đảng                                                                 | Viện trưởng Viện Hàn lâm Khoa học và Công nghệ Việt Nam   |         |
| 19                            | Nguyễn Xuân Thắng     | Ủy viên Trung ương Đảng Bí thư Đảng ủy Viện Hàn lâm Khoa học và xã hội Việt Nam         | Chủ tịch Viện Hàn lâm Khoa học và xã hội Việt Nam         |         |
| 20                            | Nguyễn Đắc Vinh       |                                                                                         | Bí thư Thứ nhất Trung ương Đoàn Thanh niên Cộng sản HCM   |         |
| 21                            | Bùi Thế Đức           | Phó Bí thư Thường trực Đảng ủy Ban Tuyên giáo Trung ương                                | Phó Trưởng ban Tuyên giáo Trung ương                      |         |
| 22                            | Lê Khánh Hải          | Bí thư Đảng ủy Bộ Văn hóa Thể thao và Du lịch                                           | Thứ trưởng Bộ Văn hóa Thể thao và Du lịch                 |         |
| 23                            | Lê Tiến Hào           | Bí thư Đảng ủy Thanh tra Chính phủ                                                      | Phó Tổng Thanh tra Chính phủ                              |         |
| 24                            | Nguyễn Vinh Hiển      | Bí thư Đảng ủy Bộ Giáo dục Đào tạo                                                      | Thứ trưởng Bộ Giáo dục Đào tạo                            |         |
| 25                            | Nguyễn Thúy Hiền      | Phó Bí thư Đảng ủy Bộ Tư pháp                                                           | Thứ trưởng Bộ Tư Pháp                                     |         |
| 26                            | Nguyễn Thanh Hòa      | Bí thư Đảng ủy Bộ Lao động Thương binh và Xã hội                                        | Thứ trưởng Bộ Lao động Thương binh và xã hội              |         |
| 27                            | Hà Hùng               | Bí thư Đảng ủy Ủy ban Dân tộc                                                           | Phó Chủ nhiệm Ủy ban dân tộc                              |         |
| 28                            | Nguyễn Thị Thủy Khiêm | Bí thư Đảng ủy Viện kiểm sát nhân dân tối cao                                           | Phó Viện trưởng Viện Kiểm sát nhân dân tối cao            |         |
| 29                            | Hoàng Hồng Lạc        | Phó Bí thư Thường trực Đảng ủy Kiểm toán Nhà nước                                       | Phó Tổng Kiểm toán Nhà nước                               |         |
| 30                            | Nguyễn Đức Lợi        | Bí thư Đảng ủy Thông tấn xã Việt Nam                                                    | Tổng Giám đốc Thông tấn xã Việt Nam                       |         |
| 31                            | Vũ Văn Phong          | Phó Bí thư Đảng ủy Văn phòng Quốc hội                                                   | Phó Chủ nhiệm Văn phòng Quốc hội                          |         |
| 32                            | Đỗ Văn Sinh           | Bí thư Đảng ủy Bảo hiểm xã hội Việt Nam                                                 | Phó Tổng Giám đốc Bảo hiểm xã hội Việt Nam                |         |
| 33                            | Hoàng Văn Thắng       | Bí thư Đảng ủy Bộ NN và PTNT                                                            | Thứ trưởng Bộ Nông nghiệp và PTNT                         |         |
| 34                            | Trương Thị Thông      | Phó Bí thư Đảng ủy Học viện Chính trị quốc gia HCM                                      | Phó Giám đốc Học viện Chính trị quốc gia HCM              |         |
| 35                            | Phạm Quý Tiêu         | Bí thư Đảng ủy Bộ Giao thông vận tải                                                    | Thứ trưởng Bộ Giao thông vận tải                          |         |
| 36                            | Nguyễn Văn Trung      | Bí thư Đảng ủy Bộ Kế hoạch và đầu tư                                                    | Thứ trưởng Bộ Kế hoạch và đầu tư                          |         |
| 37                            | Phạm Anh Tuấn         | Bí thư Đảng ủy Ban Nội chính Trung ương                                                 | Phó Trưởng ban Nội chính Trung ương                       |         |
| 38                            | Trần Thị Hồng An      |                                                                                         | Phó Chủ tịch Hội Chữ thập đỏ Việt Nam                     |         |
| 39                            | Nguyễn Ngọc Lương     |                                                                                         | Bí thư Đoàn Thanh niên Khối cơ quan Trung ương            |         |
| 40                            | Nguyễn Văn Hoán       |                                                                                         | Phó Trưởng ban Thường trực Ban Tổ chức Đảng ủy Khối       |         |
| 41                            | Đỗ Việt Hà            |                                                                                         | Giám đốc Trung tâm Bồi dưỡng chính trị Đảng ủy Khối       |         |
| 42                            | Nguyễn Thành Nam      |                                                                                         | Phó Chủ nhiệm thường trực UBKT Đảng ủy Khối               |         |
| 43                            | Trần Hồng Hà          |                                                                                         | Thứ trưởng Bộ Tài nguyên Môi trường                       |         |
| 44                            | Trần Thanh Hải        |                                                                                         | Phó Chủ tịch thường trực Tổng Liên đoàn Lao động Việt Nam |         |
| 45                            | Trần Văn Tùng         |                                                                                         | Thứ trưởng Bộ Khoa học và Công nghệ                       |         |
| 46                            | Trần Anh Tuấn         |                                                                                         | Thứ trưởng Bộ Nội vụ                                      |         |
| 47                            | Trần Tuấn Anh         |                                                                                         | Thứ trưởng Bộ Công Thương                                 |         |
| 48                            | Đỗ Hoàng Anh Tuấn     |                                                                                         | Thứ trưởng Bộ Tài chính                                   |         |
| 49                            | Nguyễn Huy Tăng       |                                                                                         | Phó Trưởng ban Đối ngoại Trung ương                       |         |